# Barthélemy Thimonnier

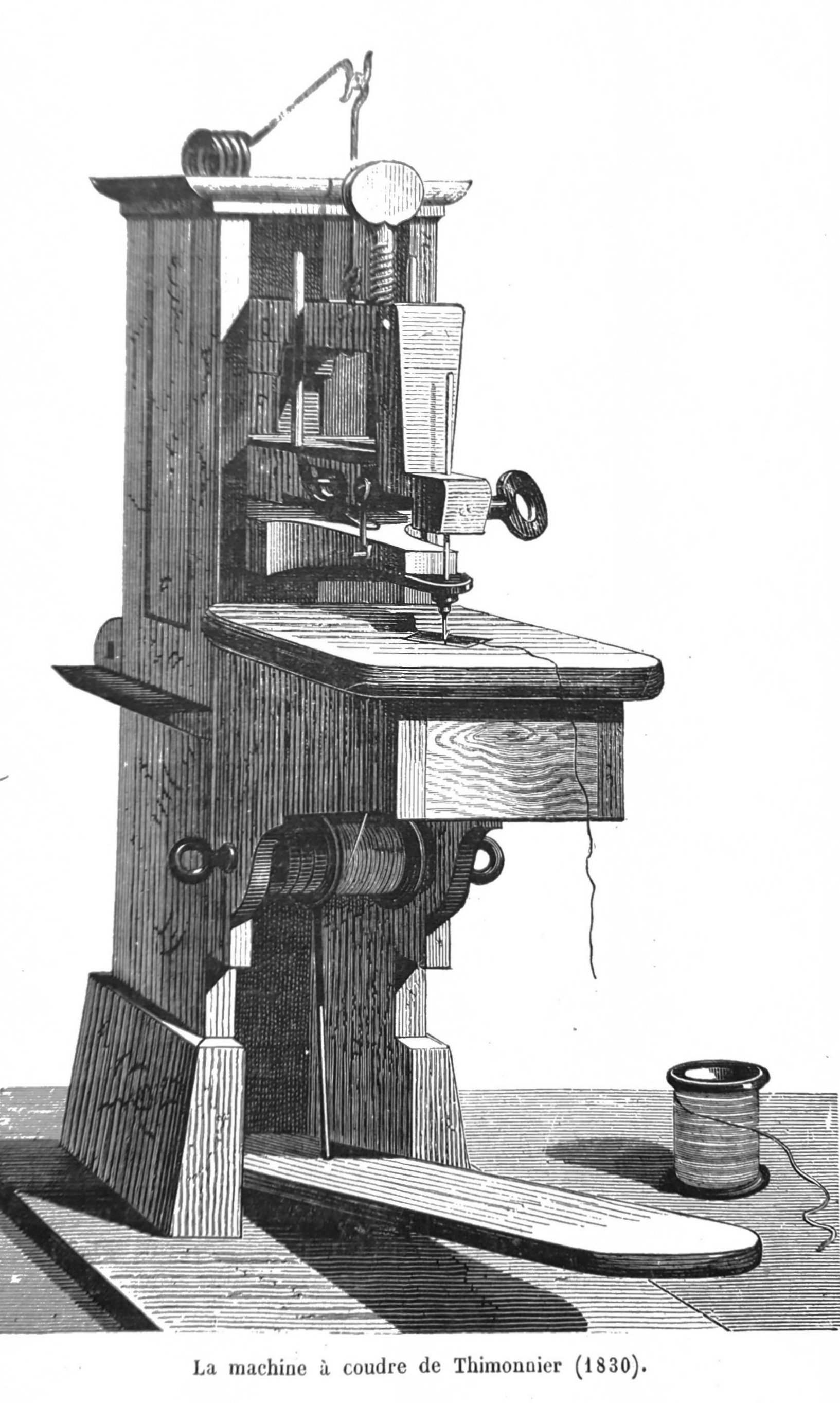
La première machine à coudre de Barthélemy Thimonnier datant de 1830.

Barthélemy Thimonnier, né à L'Arbresle (Rhône) le 19 août 1793 et mort à Amplepuis (Rhône) le 5 juillet 1857, est un inventeur français. On lui doit l'invention de la machine à coudre.

## Biographie

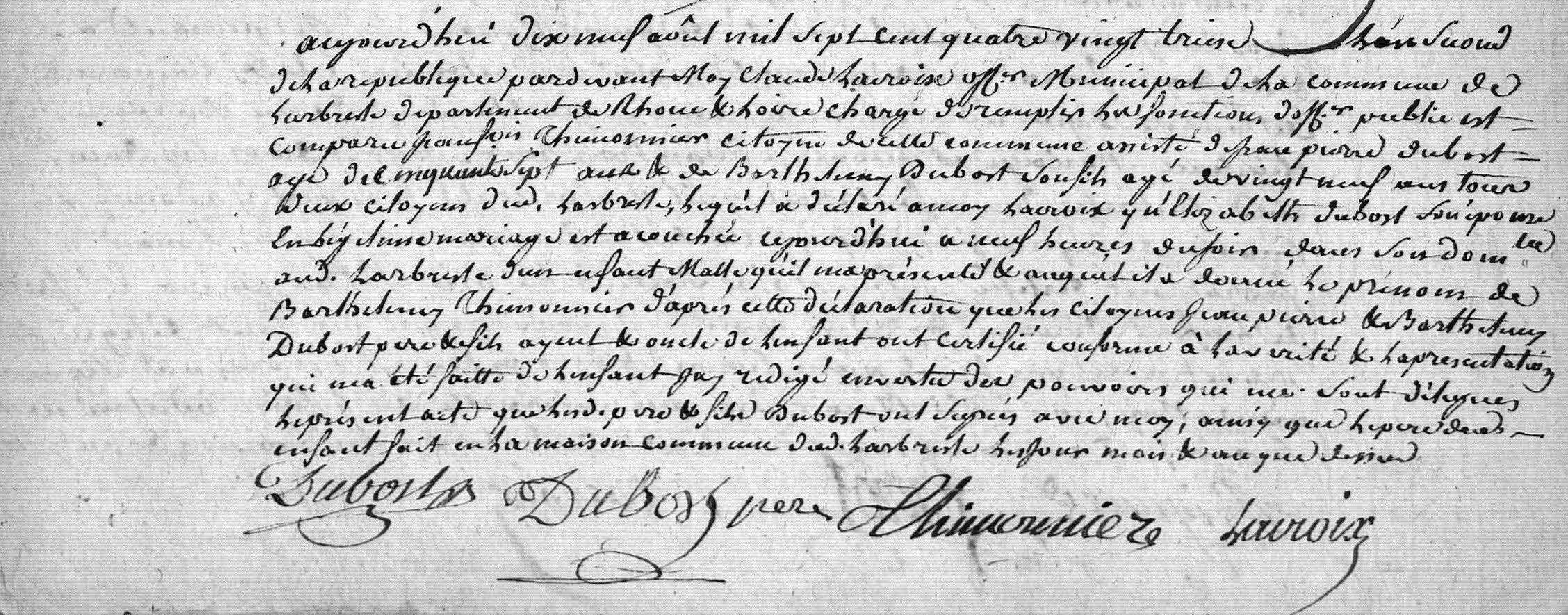
Acte de naissance de Barthélemy Thimonnier.

Barthélemy est l'aîné de sept enfants. En 1793, son père quitte Lyon, où il était teinturier, pour L'Arbresle. Deux ans plus tard, la famille s'installe à Amplepuis. Il est envoyé au séminaire Saint-Jean à Lyon pour ses études. Il travaille comme tailleur journalier à Panissières. En 1823, il s'installe dans un faubourg de Saint-Étienne, au lieu-dit les Forges. Actuellement, la rue des Forges et la rue Thimonnier sont perpendiculaire dans le quartier de la Rivière. En tirant l'aiguille pour habiller ses clients, il est hanté par l'idée de coudre mécaniquement et d'utiliser un crochet analogue à celui utilisé par les ouvrières qui font des broderies au crochet dans les monts du Lyonnais.
En 1829, il met au point le premier métier à coudre. Pour mettre en valeur son invention, il signe un contrat avec Auguste Ferrand, ingénieur des mines, qui va se charger de faire les dessins et la demande de brevet de la machine à coudre. Avec ce contrat, Auguste Ferrand obtient la co-invention dont le brevet est délivré le 17 juillet 1830. La même année, et grâce à huit commanditaires, il ouvre le premier atelier mécanique de confection du monde, à Paris. Celui-ci fabrique les uniformes de l’armée pour la campagne en Algérie.
Les ouvriers craignant de perdre leur emploi par l'utilisation des machines, détruisent l'atelier. Barthélemy Thimonnier retourne à Amplepuis, reprend son travail de tailleur et continue à chercher à améliorer sa machine. Il dépose successivement des brevets en 1841, 1845 et 1847 pour des nouveaux modèles de machines à coudre, mais la situation est difficile et le succès n'est pas au rendez-vous. Bien qu'ayant remporté des prix à des expositions universelles et ayant eu des éloges dans la presse, l'utilisation de la machine ne se répand pas. La situation financière de Barthélemy Thimonnier est difficile. De nombreux voyages dans la capitale ne lui apportent pas la fortune et il termine sa vie comme tailleur d'habits, dans la misère, réduit à vendre ses outils pour subvenir à ses besoins.
Il meurt le 5 juillet 1857 à Amplepuis à l'âge de 63 ans, comme de nombreux inventeurs, sans avoir profité du fruit de sa découverte. Il y repose, d'abord dans la fosse commune, puis sous le  monument qui lui est consacré.
Les machines à coudre de marque Thimonnier continueront à être produites et commercialisées en France jusqu'au XXe siècle.
Un musée-collection présentant une centaine de machines — dont une des premières machines à coudre de Thimonnier — est situé dans les locaux de l'entreprise Thimonnier à Saint-Germain-au-Mont-d'Or. Un musée à Amplepuis porte son nom et présente une collection de machines à coudre.
Il est également l’aïeul du chef de cuisine lyonnais Stéphane Ibao et de l’entrepreneur Yannick Bonnet.

## Hommages
Dans la série grands inventeurs, un timbre de 10 Francs l'honore en mars 1955.
Plusieurs rues de France lui sont dédiées comme :
- la Rue Thimonnier à Saint-Étienne ;
- la Rue Thimonnier dans le 1er arrondissement de Lyon ;
- la Rue Thimonnier dans le 9e arrondissement de Paris ;
- la Rue Thimonnier à L'Arbresle ;
- la Rue Thimonnier à Martigues ;
- l'avenue Barthélemy Thimonnier à Caluire et Cuire ;
- le mail Barthélémy Thimonnier à Lognes.

Le lycée des métiers de L'Arbresle porte également son nom.
En 2021, Yamina Benahmed Daho publie À la machine, roman sur Barthélemy Thimonnier et l'invention de la machine à coudre.